# تاكاشي أساهينا
تاكاشي أساهينا (باليابانية: 朝比奈隆؛ بالكانا: あさひな たかし) هو موزع ياباني، ولد في 9 يوليو 1908 في بلدة طوكيو ‏ في اليابان، وتوفي في 29 ديسمبر 2001 في كوبه في اليابان.

## وصلات خارجية
- تاكاشي أساهينا على موقع ميوزك برينز (الإنجليزية)
- تاكاشي أساهينا على موقع أول ميوزيك (الإنجليزية)
- تاكاشي أساهينا على موقع ديسكوغز (الإنجليزية)